# Lucas Mugni
Lucas Andrés Mugni (Santa Fe, 12 gennaio 1992) è un calciatore argentino, centrocampista del Ceará.

## Caratteristiche tecniche
È un trequartista che può giocare anche largo a sinistra.

## Palmarès
- Campionato Carioca: 1

Flamengo: 2014
- Campionato Baiano: 1

Bahia: 2023
- Campionato Cearense: 2

Ceará: 2024, 2025